# FC Norma Tallinn
Der FC Norma Tallinn war einer der erfolgreichsten estnischen Fußballvereine. Der Name des Vereins kommt von der Tallinner Fabrik Norma (gegründet 1891), einem estnischen Autozuliefererbetrieb. Heimatstadion war das Norma Staadion (heute Maarjamäe staadion) mit einer Kapazität von 1000 Besuchern.

## Vereinsgeschichte
Der Verein wurde 1959 gegründet. Er nahm an 32 Meisterschaften der Estnischen SSR teil, was einen Rekord in der estnischen Fußballgeschichte darstellt. FC Norma Tallinn wurde fünf Mal Fußballmeister der Estnischen SSR (1964, 1967, 1970, 1979, 1988) und sechs Mal Pokalsieger Estnischen SSR (1962, 1965, 1971, 1973, 1974, 1988).
Nach Wiedererlangung der estnischen Unabhängigkeit 1991 spielte FC Norma Tallinn in der höchsten estnischen Fußballklasse, der Meistriliiga. Der Verein wurde die ersten beiden Male estnischer Meister (1992, 1992/93) und ein Mal estnischer Pokalsieger (1993/94). Der Club war besonders bei der russischsprachigen Minderheit Tallinns beliebt.
Nach der Spielzeit 1994/95 stieg der Club in die 2. Liga (Esiliiga) ab, eine Saison später in die dritte Liga. Im Anschluss an die Saison 1996/97 wurde der Verein offiziell aufgelöst.

## Platzierungen nach Wiedererlangung der estnischen Unabhängigkeit
| Saison | Spielklasse | Endplatzierung  | Tore +/- | Punkte |
| ------ | ----------- | --------------- | -------- | ------ |
| 92     | I           | 1               | +18      | 12     |
| 92/93  | I           | 1               | +86      | 42     |
| 93/94  | I           | 2               | +58      | 36     |
| 94/95  | I           | 6               | −42      | 10     |
| 95/96  | II          | 3               | +2       | 17     |
| 96/97  | II          | 8               | −22      | 7      |
| 97/98  | III         | keine Teilnahme | –        | –      |

## Europapokalbilanz
| Saison  | Wettbewerb                  | Runde         | Gegner                | Gesamt | Hin     | Rück      |
| ------- | --------------------------- | ------------- | --------------------- | ------ | ------- | --------- |
| 1992/93 | UEFA Champions League       | Vorrunde      | NK Olimpija Ljubljana | 0:5    | 0:3 (A) | 0:2 (H)   |
| 1993/94 | UEFA Champions League       | Vorrunde      | HJK Helsinki          | 1:2    | 1:1 (A) | 0:1 (H)   |
| 1994/95 | Europapokal der Pokalsieger | Qualifikation | NK Maribor            | 01:14  | 1:4 (H) | 00:10 (H) |

Gesamtbilanz: 6 Spiele, 1 Unentschieden, 5 Niederlagen, 2:21 Tore (Tordifferenz −19)

## Spieler
- Urmas Kaljend (1981–1984, 1990, 1994)
- Seppo Vilderson (1981–1990)
- Sergei Bragin (1985–1988, 1990–1993)
- Lembit Rajala (1989–1990)
- Martin Reim (1990–1991)
- Martin Kaalma (1993)
- Janek Meet (1994)